# University of the Gambia
University of the Gambia – gambijska uczelnia z siedzibą  w Serrekundzie.
Uczelnia została założona w marcu 1999 decyzją Zgromadzenia Narodowego Gambii. Jest pierwszym uniwersytetem w tym kraju. 

## Struktura organizacyjna
W skład uczelni wchodzą następujące jednostki organizacyjne:
- Wydział Prawa
- Szkoła Rolnictwa i Nauk o Środowisku
- Szkoła Architektury i Inżynierii
- Szkoła Nauk Humanistycznych i Ścisłych
  - Nauki Humanistyczne i Społeczne
  - Nauki Ścisłe i Przyrodnicze
- Szkoła Biznesu i Administracji
- Szkoła Edukacji
- Szkoła Studiów Podyplomowych i Badań Naukowych
- Szkoła Informatyki i Komunikacji
- Szkoła Dziennikarstwa i Mediów
- Szkoła Medycyny i Nauk o Zdrowiu.